# Górki Duże (Mazovie)
Pour les articles homonymes, voir Górki Duże.
Górki Duże (prononciation : [ˈɡurki ˈduʐɛ]) est un village polonais de la gmina de Winnica dans le powiat de Pułtusk de la voïvodie de Mazovie, dans le centre-est de la Pologne.
Il se situe à environ 6 kilomètres à l'ouest de Winnica (siège de la gmina), 17 kilomètres au sud-ouest de Pułtusk (siège de le powiat) et à 48 kilomètres au nord de Varsovie (capitale de la Pologne).
Le village compte approximativement une population de 62 habitants en 2009.

## Histoire
De 1975 à 1998, le village appartenait administrativement à la voïvodie de Ciechanów.